# Oleg Petrovich Chuzhda
Oleg Petrovich Chuzhda (en ucraniano: Олег Петрович Чужда), (Kiev, Ucrania, 23 de julio de 1963) es un exciclista ucraniano. Fue profesional del 1990 hasta el 1994, pero sus principales éxitos serían en su época de amateur cuando todavía era soviético.
Es el padre del también ciclista Oleg Chuzhda.

## Palmarés
- 1980
  -  Campeón del mundo júnior en contrarreloj por equipos (con Viktor Demidenko, Sergueï Voronine y Sergei Tschapk)
- 1981
  - 1.º en el Giro della Lunigiana
- 1982
  - Vencedor de una etapa a la Milk Race
- 1983
  -  Campeón del mundo de los 100 km contrarreloj por equipos en ruta, con Youri Kashirin, Sergej Novolokin y Alexandre Zinoviev
  - 1.º en la Vuelta a Navarra
  - Vencedor de 4 etapas a la Tour de Bulgaria
- 1984
  - 1.º en la Milk Race y vencedor de 4 etapas
- 1985
  - Vencedor de una etapa a la Milk Race
- 1986
  - 1.º en el Tour de Sochi y vencedor de 2 etapas
- 1987
  - 1.º en el Memorial Coronel Skopenko

### Resultados en la Vuelta a España
- 1992. Abandona.
- 1994. 71.º de la clasificación general